# エリアス・アユソー
エリアス・“ラリー”・アユソー（Elías "Larry" Ayuso、1977年3月27日 - ）は、アメリカ合衆国・ニューヨーク州出身のプエルトリコ人バスケットボール選手である。

## 来歴
南カリフォルニア大学卒業後プエルトリコ・BSNに渡り、2002年には平均得点24.2を上げるなど活躍。
2005年にはアレシボ・キャプテンズの1959年以来46年ぶりとなるBSN優勝の原動力となった。
2003年にはNBAのサンアントニオ・スパーズ、2006年にはデンバー・ナゲッツのトレーニングキャンプに参加した。
欧州にも進出し、イタリア、トルコ、ロシア、リトアニアを渡り歩き2007年はクロアチアでプレー。
プエルトリコ代表としても2004年アテネ五輪、2006年世界選手権に出場した。